# Franz Alexander

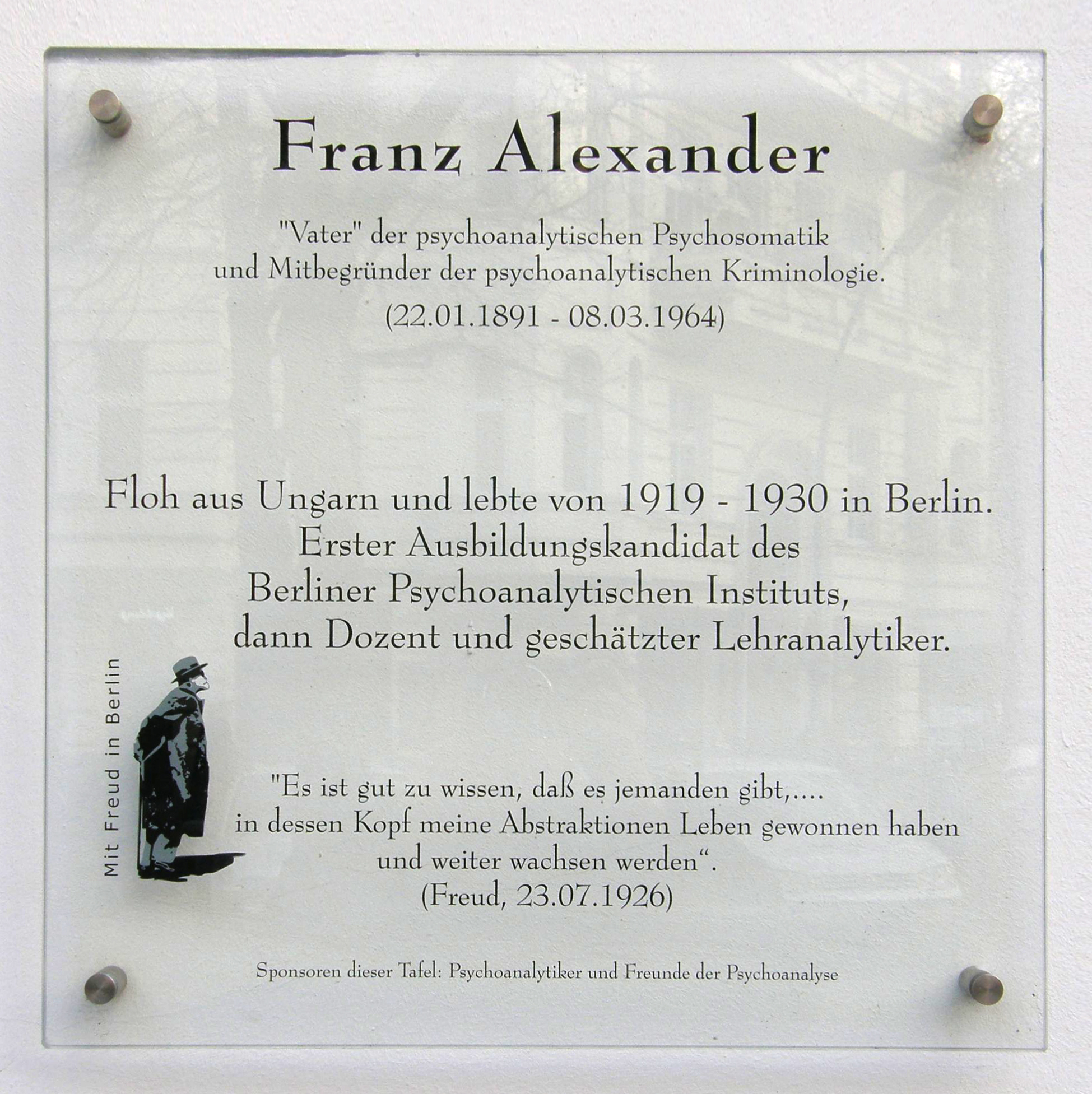
Gedenktafel in der Berliner Ludwigkirchstraße aus der Reihe Mit Freud in Berlin

Franz Gabriel Alexander (ungarisch Alexander Ferenc Gábor, geboren 22. Januar 1891 in Budapest, Österreich-Ungarn; gestorben 8. März 1964 in Palm Springs, Kalifornien) war ein Psychoanalytiker und Arzt. Er gilt als Mitbegründer der Psychosomatischen Medizin.

## Leben
Sein Vater war der Philosoph Bernhard Alexander (1850–1927), er wuchs in einem jüdisch geprägten Umfeld auf.
Alexander begann ein Studium der Archäologie in Budapest und wechselte für ein Medizinstudium nach Göttingen. 1913 wurde er promoviert. Während des Ersten Weltkriegs wurde er eingezogen und arbeitete in einem bakteriologischen Labor der Österreichisch-Ungarischen Armee. Nach Kriegsende war er der erste Student am Berliner Psychoanalytischen Institut und wurde dort 1921 Assistent von Hanns Sachs (1881–1947). Alexander emigrierte in die USA und wurde 1930 erster Professor für Psychoanalyse an der Universität Chicago, wo er bis 1956 als Direktor des Chicago Institute for Psychoanalysis wirkte. Von 1938 bis 1956 war er Professor für Psychiatrie an der University of Illinois. 1956 wechselte er als Leiter der psychiatrischen Abteilung an das Mt. Sinai Hospital in Los Angeles und als Professor für Psychiatrie an die dortige University of Southern California.
Alexander untersuchte den Einfluss psychischer Faktoren auf Körperfunktionen und deren Störungen. Er wird als „Vater“ der psychoanalytischen Psychosomatik bezeichnet und war Mitbegründer der psychoanalytischen Kriminologie. 1950 fasste er sieben psychosomatische Erkrankungen zusammen, die später als Holy Seven bezeichnet wurden. Auch die Anorexia nervosa gehörte zu den von Franz Alexander untersuchten Krankheiten.
Er entwickelte zudem die Freudsche Psychoanalyse durch die Methode der „Vektoranalyse“ weiter. Auch intensivierte er die Einführung von Kurzanalysen.
Franz Alexander veröffentlichte zahlreiche Arbeiten zur Geschichte der Psychoanalyse.

## Schriften (Auswahl)
- Psychoanalyse der Gesamtpersönlichkeit, 1927
- Irrationale Kräfte unserer Zeit: eine Studie über das Unbewußte in Politik und Geschichte. (Übers. von Henry Bernhard). Stuttgart: Klett, 1946. (Originaltitel Our Age of unreason, 1942)
- Psychosomatische Medizin. Grundlagen und Anwendungsgebiete, 3. unveränderte Auflage; Originaltitel Psychosomatic medicine, 1950
- The scope of psychoanalysis 1921-61, New York 1962
- Der Verbrecher und seine Richter. Ein psychoanalytischer Einblick in die Welt der Paragraphen. Frankfurt a. M., 1971.
- mit Sheldon T. Selesnick: Geschichte der Psychiatrie. Ein krit. Abriß d. psychiatr. Theorie u. Praxis von d. Frühgeschichte bis zur Gegenwart. (Konstanz und) Zürich: Diana Verl., 1969.
- Psychoanalytic Pioneers von Franz Alexander (Autor), Samuel Eisenstein (Autor), Martin Grotjahn (Herausgeber), Transaction Publishers,U.S. (April 1995), ISBN 1-56000-815-6 (10), ISBN 978-1-56000-815-6 (13)

Online lesbarer Textauszug (engl.)
- The corrective emotional experience (1946) (chapters 2, 4, and 17 of the book by Franz Alexander, Thomas M. French et al., Psychoanalytic Therapy: Principles and Application. New York: Ronald Press, 1946) Franz Alexander